# Bowler Nemesis
Il Bowler Nemesis è un fuoristrada sportivo realizzato dalla Bowler Offroad nel 2008.

## Sviluppo
Il mezzo deriva dal Range Rover Sport ed era destinato all'impiego in varie competizioni fuoristrada.

## Tecnica
Il Nemesis è dotato di un telaio tubolare in acciaio, costruito sfruttando la tecnologia space frame. Le sospensioni erano indipendenti e regolabili in base alle esigenze del pilota. La carrozzeria era in fibra di carbonio con rinforzi nel medesimo materiale. Il serbatoio poteva contenere fino ad un massimo di 415 litri di carburante. Poteva essere equipaggiato con cinque diversi propulsori gestiti da un cambio manuale a sei marce:
- Un V8 4.0 aspirato
- Un V8 4.4 aspirato
- Un V8 4.2 sovralimentato mediante compressore volumetrico
- Un V8 5.0 sovralimentato mediante compressore volumetrico (questo motore deriva dalla Jaguar XKR)
- Un V6 3.0 diesel turbocompresso